# Nick Bostrom
Nick Bostrom, Niklas Boström, född 1973 i Helsingborg, är en svensk filosof verksam vid Oxfords universitet. Bostrom har bland annat arbetat med frågor kring existentiell risk, den antropiska principen, människoförbättring (Human enhancement, HE) och risker med superintelligens.
Bostrom är författare till över 200 publikationer.

## Biografi
Nick Bostrom har avlagt doktorsexamen vid London School of Economics och är verksam vid Oxfords universitet. Bostrom är främst känd som en förespråkare av transhumanism och för boken Superintelligens: De tänkande maskinernas tidsålder.
Bostrom framträder ofta i media och talar om ämnen relaterade till transhumanism, såsom kloning, artificiell intelligens (AI), superintelligens, kryoteknik och nanoteknik. Bostroms arbete med konsekvenserna kring superintelligens och hans oro för den existentiella risken för mänskligheten under det kommande århundradet har fått både Elon Musk och Bill Gates att tänka i liknande banor. År 1998 grundade Bostrom tillsammans med David Pearce Humanity+ (även känd som Humanity+, Inc. tidigare the World Transhumanist Association) och 2004 grundade han Institute for Ethics and Emerging Technologies. Bostrom ledde The Future of Humanity Institute fram till april 2024 då institutet lades ner och "the Programme on the Impacts of Future Technology" vid Oxford Martin School. Han har skrivit över 200 publicerade böcker och artiklar, däribland Anthropic Bias, Global Catastrophic Risks och Human Enhancement samt även en uppmärksammad artikel i The Philosophical Quarterly med titeln Are You Living in a Computer Simulation.
När den amerikanska tidskriften Foreign Policy listade de 100 tänkare vars idéer hade format världen under året 2009, hamnade Nick Bostrom på 73:e plats med motivering "för att han inte accepterar några gränser för människans möjligheter".  Samma år vann han även the Eugene R. Gannon Award.